# Hoi Sham Island

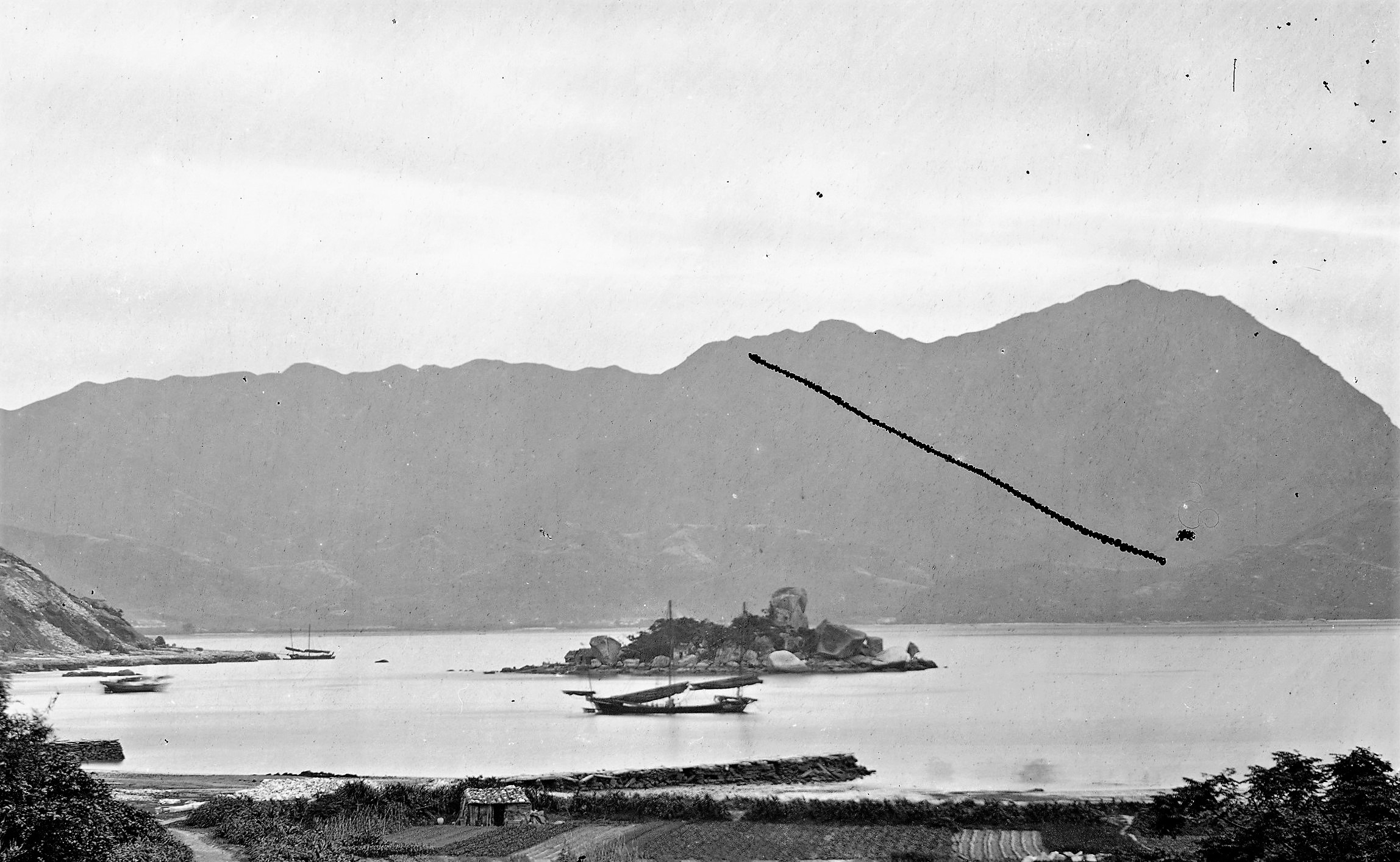
Hoi Sham Island, John Thomson, 1870. Im Hintergrund Kowloon Peak.

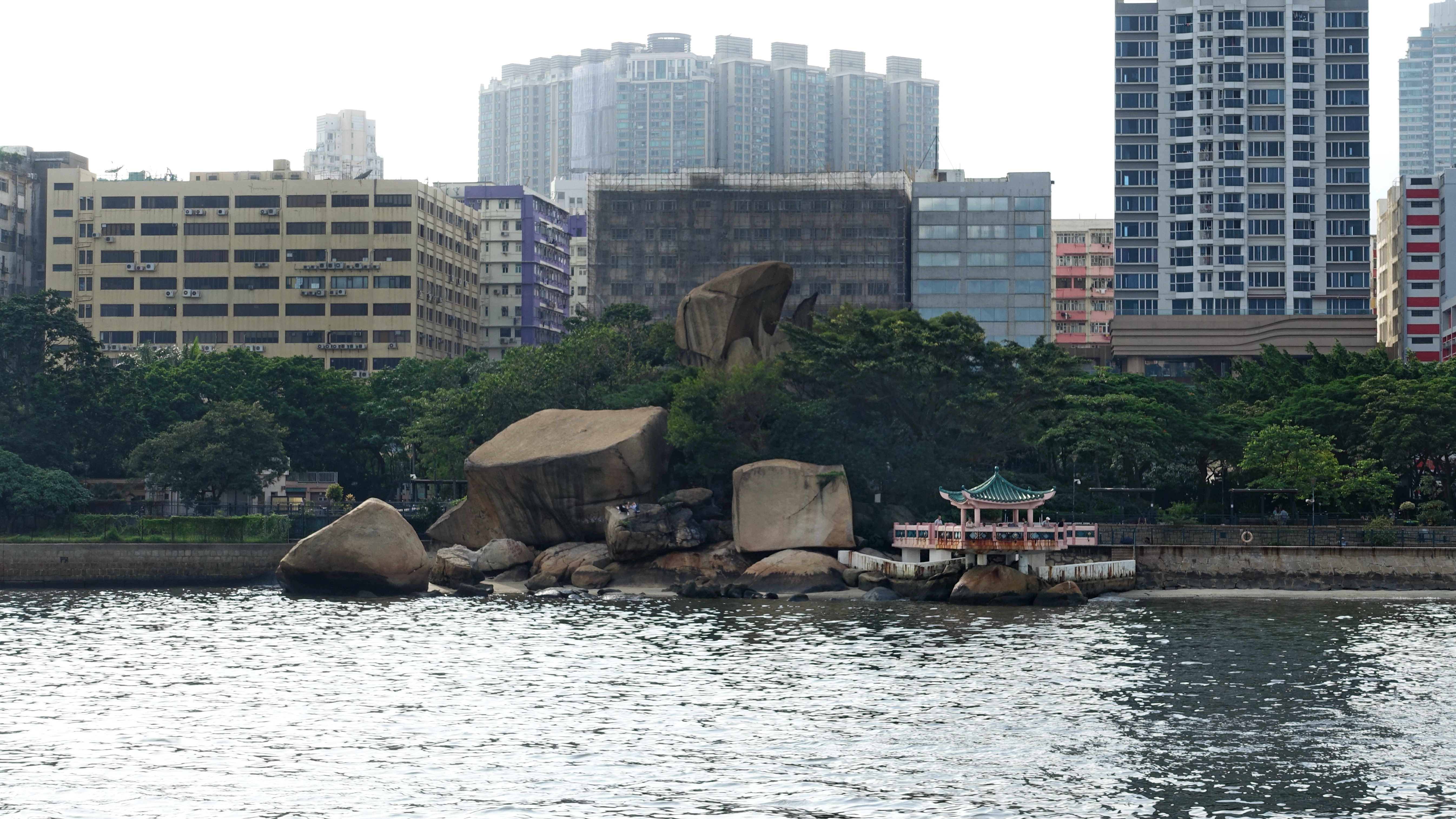
Hoi Sham Park with rocks and pavilion, viewed from Kowloon Bay.

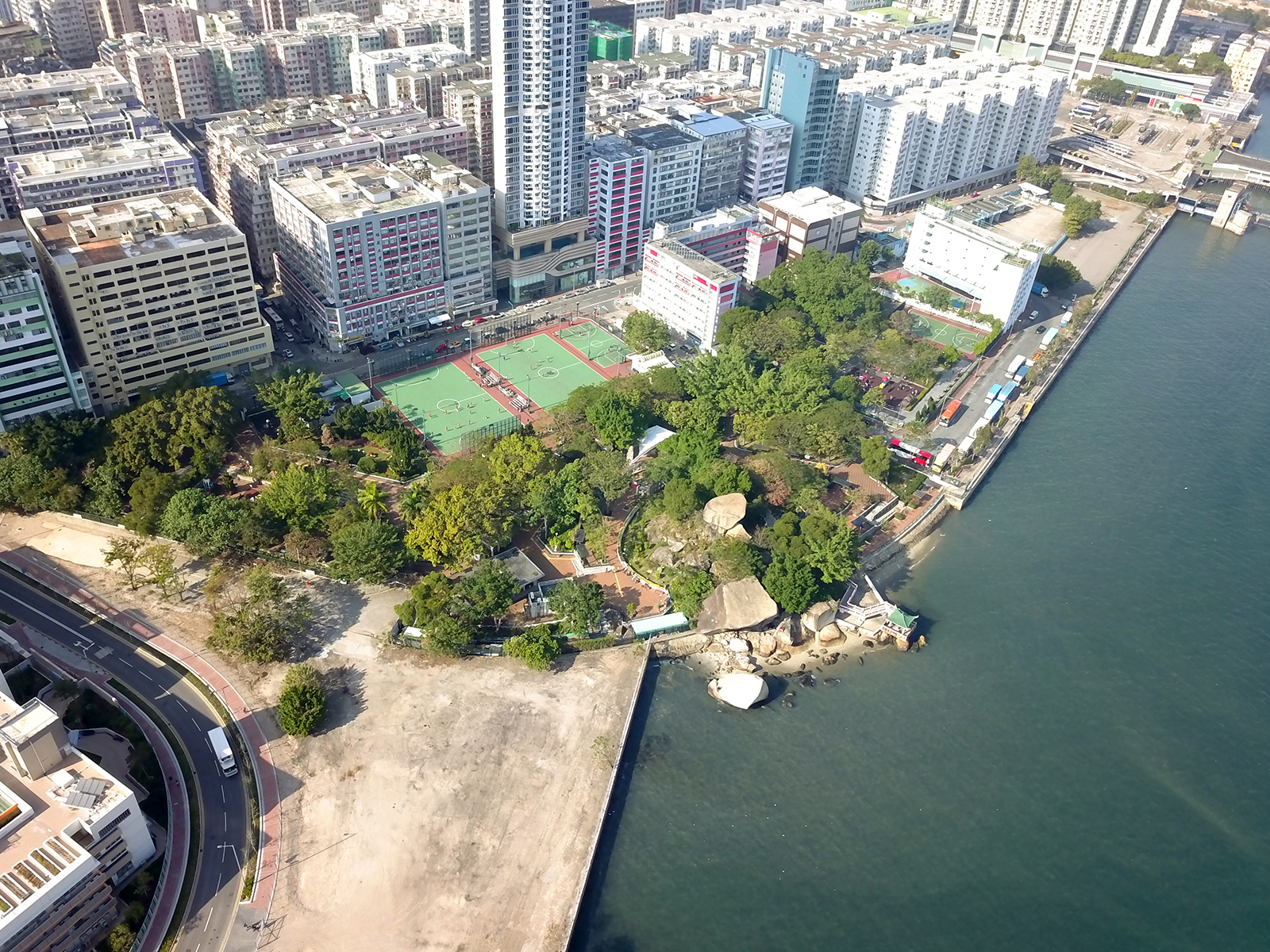
Hoi Sham Park

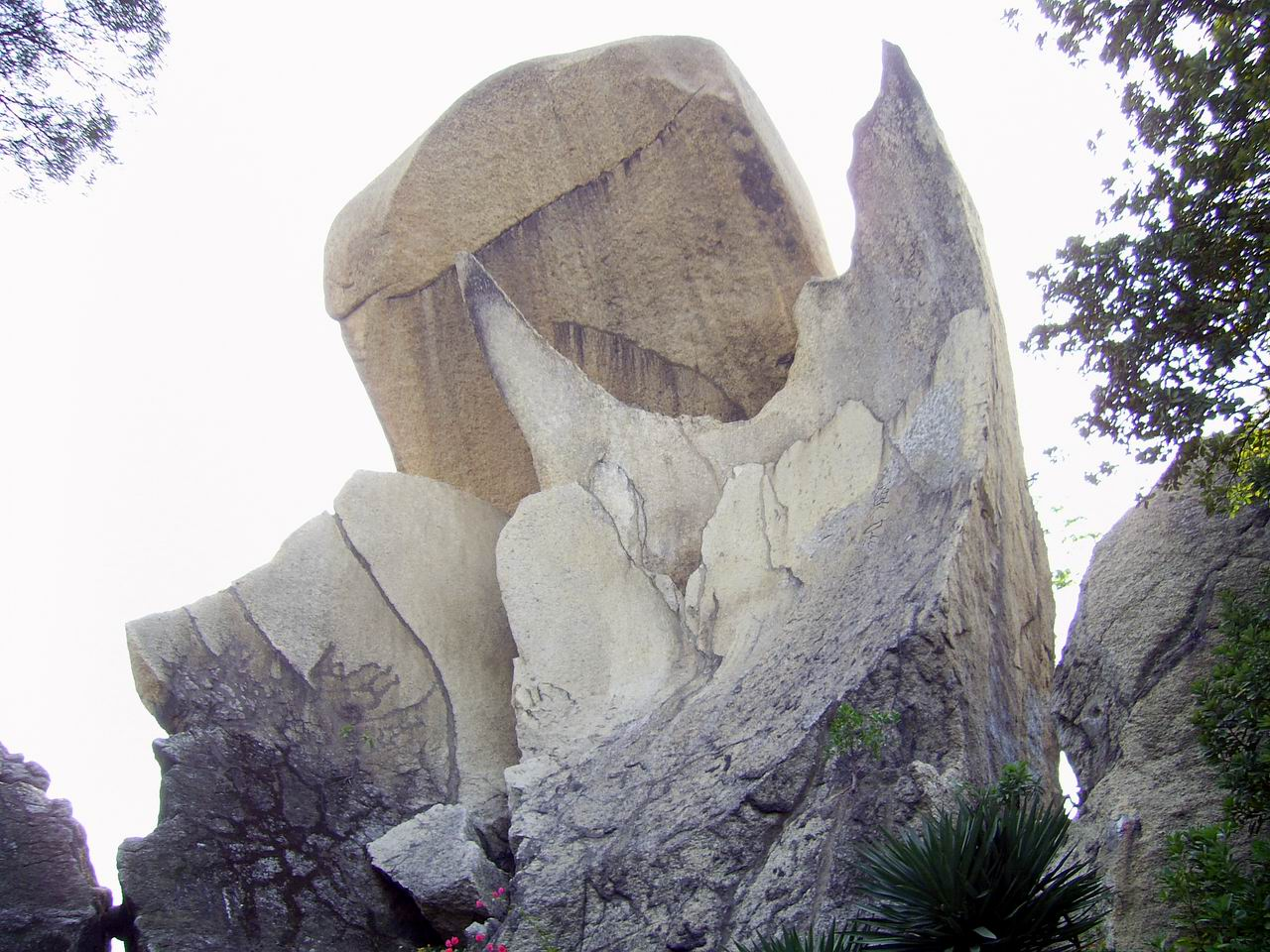
Fishtail Rock im Hoi Sham Park.

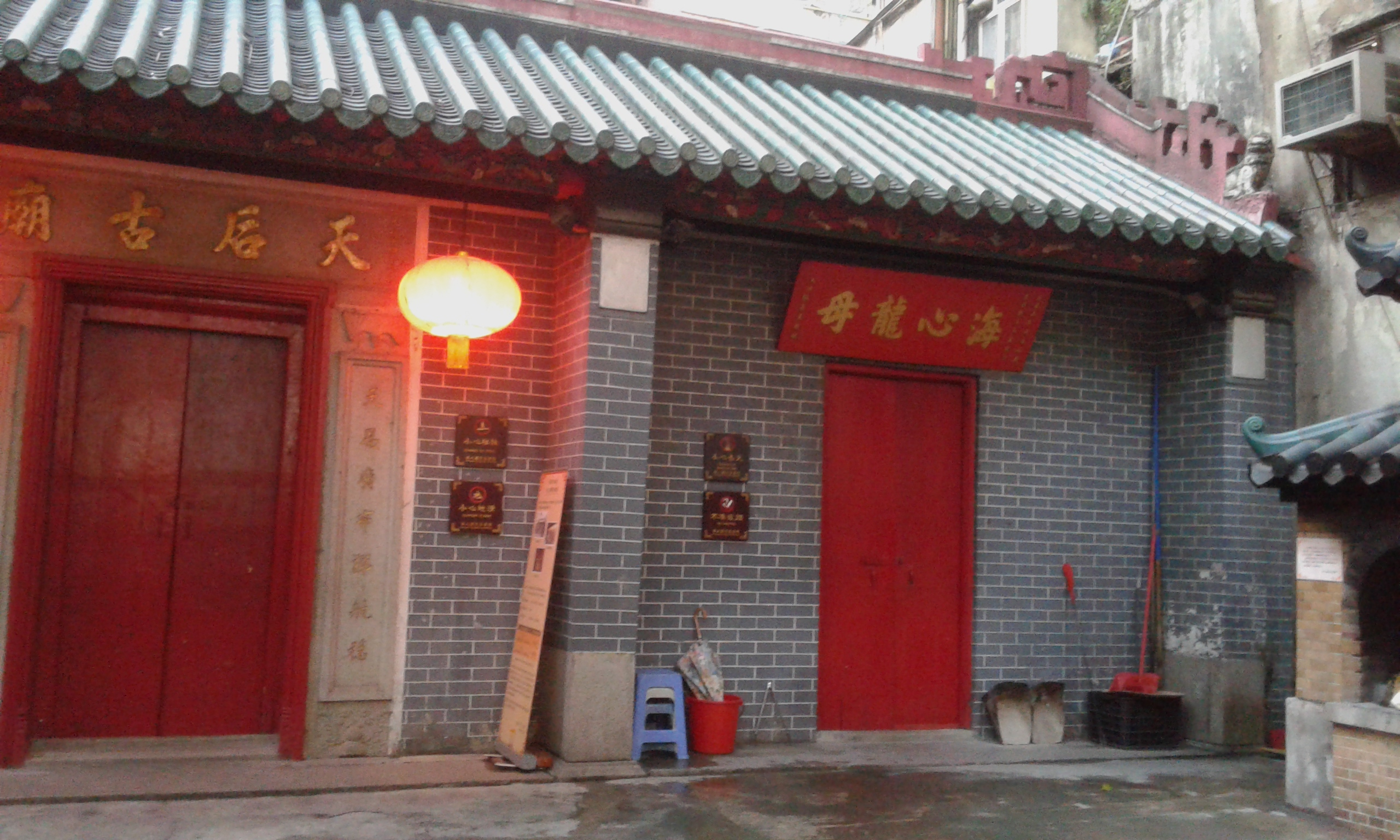
To Kwa Wan Tin Hau Temple. Die Tempelhalle rechts ist der Gottheit Lung Mo gewidmet. Die Statue wurde aus dem ehemaligen Tempel auf Hoi Sham Island dorthin gebracht.

Hoi Sham Island (chinesisch 海心島, Pinyin hǎixīn dǎo – „Insel im Herzen des Meeres“) oder To Kwa Wan Island (chinesisch 土瓜灣島, Pinyin tǔguā wāndǎo – „Erd-Gurken-Insel“) war eine Insel in der Kowloon Bay vor der Küste von To Kwa Wan an der Kowloon Peninsula in Hongkong. Sie wurde durch Landgewinnungs-Maßnahmen mit dem Festland verbunden und ist heute Teil des Hoi Sham Park (chinesisch 海心公園).

## Geschichte
Die Insel war bekannt für den Hoi Sham Rock (chinesisch 海心石, hǎixīn shí) und den Fishtail Rock (chinesisch 魚尾石, yú yǐ shí). Sie gilt als Platz mit gutem Feng Shui. Ein Lung Mo Tempel (chinesisch 龍母廟), der so genannte Hoi Sham Temple (chinesisch 海心廟, Pinyin hǎixīn miào), stand ursprünglich auf der Insel am Fuß des Felsens.
Im Zuge der Landgewinnung in der Bucht von To Kwa Wan in den 1960ern wurde die Insel an das Stadtgebiet To Kwa Wan angeschlossen und 1972 in den Hoi Sham Park umgestaltet. Der Fishtail Rock und Hoi Sham Rock wurden erhalten und werden im Park zur Schau gestellt.
Der Tempel wurde 1964 zerstört und die Statue der Lung Mo (chinesisch 龍母, Pinyin lóngmǔ – „Drachen Mutter“) wurde in den nahegelegenen Tin Hau Tempel umgesetzt, welcher 1885 erbaut worden war. Er steht an der Ecke der Ha Heung Road (chinesisch 下鄉道, Pinyin xiàxiāng dào – „Niederdorf-Straße“) und Lok Shan Road (chinesisch 落山道, Pinyin luòshāndào).